# 新堂第5洞
新堂第5洞 （シンダンジェオドン、朝：신당5동）は、ソウル特別市中区にある行政洞。

## 概要
新堂第5洞は、黄鶴洞とともに中区の北東端に位置している行政洞である。北東から南東にかけて区境となっており、城東区と接している。南は同じ区内の東化洞、西は新堂洞、北は黄鶴洞にそれぞれ接している。
もともとこの地域の行政洞は新堂第1洞から新堂第6洞までであり、行政が機械的に番号を付けた、何ら由緒の無い名称を使用していた。そこで、住民アンケートを実施し、公募した候補の中から新しい名称を選ぶこととなった。その結果、2013年7月20日付けで新堂第1洞、2洞、3洞、4洞、6洞の名称が一斉に変更されたが、住民意見がまとまらなかった新堂第5洞は保留となっている。

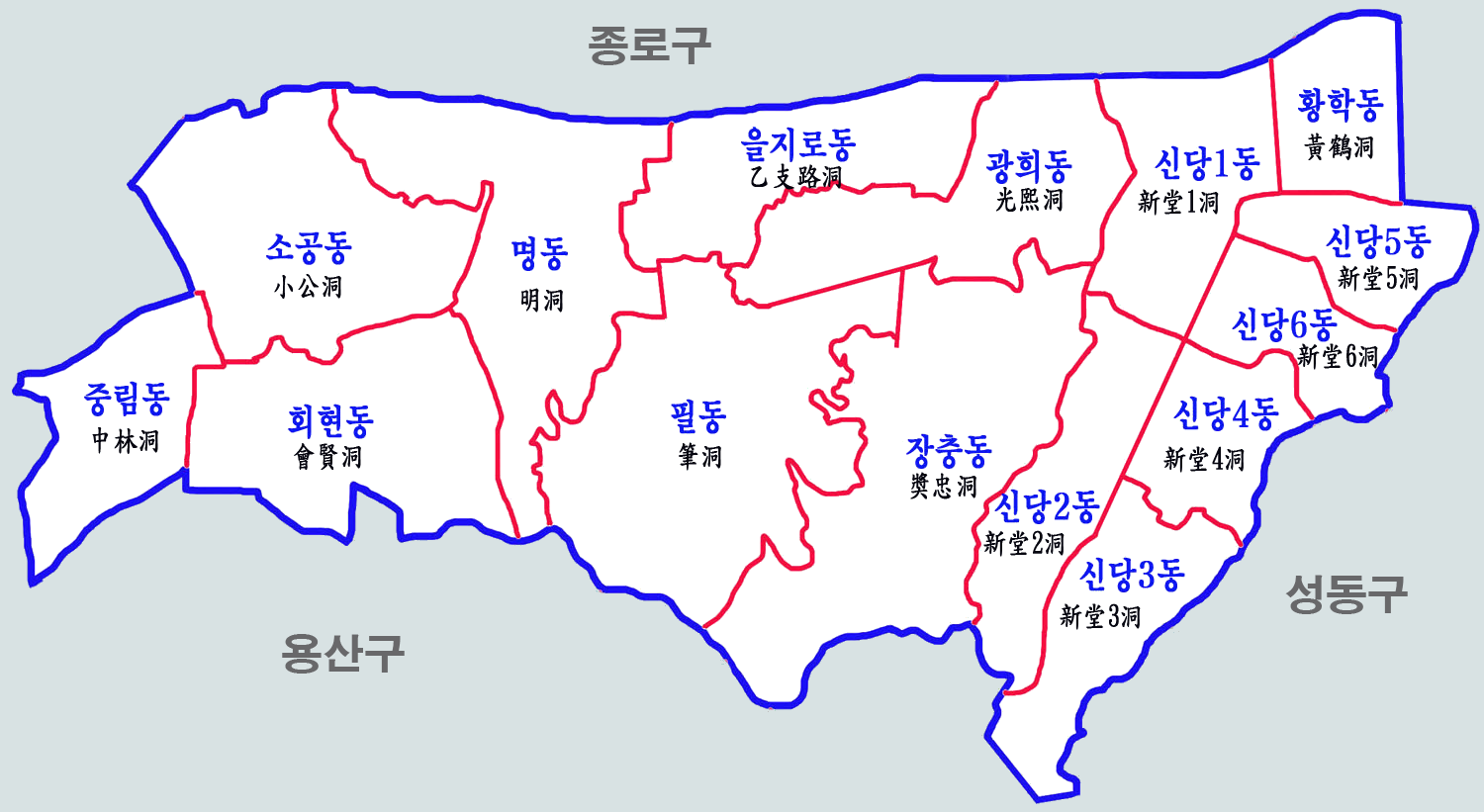
中区の行政洞

## 法定洞
管轄の法定洞は以下のとおりである。
- 新堂洞 （シンダンドン、신당동）